# Ekstraliga polska w piłce nożnej kobiet
Ekstraliga (do sezonu 2004/2005 I liga) – najwyższa w hierarchii klasa kobiecych ligowych rozgrywek piłkarskich w Polsce, będąca jednocześnie najwyższym szczeblem centralnym (I poziom ligowy). Zmagania w jej ramach toczą się cyklicznie (co sezon) systemem kołowym, jako mistrzostwa kraju i przeznaczone są dla 12 najlepszych kobiecych, polskich klubów piłkarskich. Triumfator Ekstraligi zostaje jednocześnie mistrzem Polski, zaś dwie najsłabsze drużyny relegowane są do I ligi (dawnej II ligi). Liga zarządzana jest przez Polski Związek Piłki Nożnej.

## Historia ligi
Pierwsza edycja oficjalnych MP kobiet odbyła się w sezonie 1979/1980, od razu będąc przeprowadzoną w formie ligowej. Rozgrywki pod nazwą I liga polska kobiet zainaugurowano jesienią 1979 r., a zakończono wiosną 1980 r., zaś triumfatorkami premierowego sezonu zostały Czarne Sosnowiec.

### Reorganizacja rozgrywek w sezonie 2010/2011
Przed sezonem 2009/2010 PZPN podjął decyzję o reorganizacji kobiecych rozgrywek piłkarskich w Polsce. Od sezonu 2010/2011 rozgrywki odbywają się na 4 poziomach ligowych (Ekstraliga, I liga, II liga, III liga). III liga jest zarządzana przez wojewódzkie ZPN.

## Orlen Ekstraliga Kobiet 2025/26
- Czarni Sosnowiec
- Pogoń Szczecin
- Górnik Łęczna
- Lech Poznań UAM
- KS Uniwersytet Jagielloński
- GKS Katowice
- Śląsk Wrocław
- Rekord Bielsko-Biała
- UKS SMS Łódź
- AP ORLEN Gdańsk
- Pogoń Tczew
- Stomilanki Olsztyn

## Medalistki
| Sezon | Mistrz                          | Wicemistrz                      | 3. miejsce                      |
| ----- | ------------------------------- | ------------------------------- | ------------------------------- |
| 1980  | Czarni Sosnowiec                | Checz Gdynia                    | LOT Warszawa                    |
| 1981  | Czarni Sosnowiec                | Pafawag Wrocław                 | Checz Gdynia                    |
| 1982  | Pafawag Wrocław                 | Iskra Mierzyn                   | Telpod Kraków                   |
| 1983  | Pafawag Wrocław                 | Czarni Sosnowiec                | Telpod Kraków                   |
| 1984  | Czarni Sosnowiec                | Zagłębianka Dąbrowa Górnicza    | Telpod Kraków                   |
| 1985  | Czarni Sosnowiec                | Pafawag Wrocław                 | Zagłębianka Dąbrowa Górnicza    |
| 1986  | Czarni Sosnowiec                | Pafawag Wrocław                 |                                 |
| 1987  | Czarni Sosnowiec                | Pafawag Wrocław                 |                                 |
| 1988  | Zagłębianka Dąbrowa Górnicza    | Pafawag Wrocław                 |                                 |
| 1989  | Czarni Sosnowiec                | Zagłębianka Dąbrowa Górnicza    |                                 |
| 1990  | Zagłębianka Dąbrowa Górnicza    | Pafawag Wrocław                 |                                 |
| 1991  | Czarni Sosnowiec                | Zagłębianka Dąbrowa Górnicza    |                                 |
| 1992  | TKKF Stilon Gorzów Wielkopolski | Czarni Sosnowiec                |                                 |
| 1993  | Piastunki Gliwice               | TKKF Stilon Gorzów Wielkopolski |                                 |
| 1994  | Piastunki Gliwice               | TKKF Stilon Gorzów Wielkopolski |                                 |
| 1995  | TKKF Stilon Gorzów Wielkopolski | Czarni Sosnowiec                |                                 |
| 1996  | TKKF Stilon Gorzów Wielkopolski | Czarni Sosnowiec                |                                 |
| 1997  | Czarni Sosnowiec                | TKKF Stilon Gorzów Wielkopolski | Podgórze Kraków                 |
| 1998  | Czarni Sosnowiec                | Podgórze Kraków                 | AZS Wrocław                     |
| 1999  | Czarni Sosnowiec                | Podgórze Kraków                 | Medyk Konin                     |
| 2000  | Czarni Sosnowiec                | AZS Wrocław                     | Savena Warszawa                 |
| 2001  | AZS Wrocław                     | Czarni Sosnowiec                | TKKF Stilon Gorzów Wielkopolski |
| 2002  | AZS Wrocław                     | Czarni Sosnowiec                | Warta Atena Poznań              |
| 2003  | AZS Wrocław                     | Medyk Konin                     | Czarni Sosnowiec                |
| 2004  | AZS Wrocław                     | Medyk Konin                     | Czarni Sosnowiec                |
| 2005  | AZS Wrocław                     | Czarni Sosnowiec                | Medyk Konin                     |
| 2006  | AZS Wrocław                     | Medyk Konin                     | Czarni Sosnowiec                |
| 2007  | AZS Wrocław                     | Gol Częstochowa                 | Medyk Konin                     |
| 2008  | AZS Wrocław                     | Medyk Konin                     | Unia Racibórz                   |
| 2009  | Unia Racibórz                   | AZS Wrocław                     | Medyk Konin                     |
| 2010  | Unia Racibórz                   | Medyk Konin                     | AZS Wrocław                     |
| 2011  | Unia Racibórz                   | Medyk Konin                     | AZS Wrocław                     |
| 2012  | Unia Racibórz                   | Medyk Konin                     | Górnik Łęczna                   |
| 2013  | Unia Racibórz                   | Medyk Konin                     | Górnik Łęczna                   |
| 2014  | Medyk Konin                     | Górnik Łęczna                   | AZS Wrocław                     |
| 2015  | Medyk Konin                     | Zagłębie Lubin                  | Górnik Łęczna                   |
| 2016  | Medyk Konin                     | Górnik Łęczna                   | Mitech Żywiec                   |
| 2017  | Medyk Konin                     | Górnik Łęczna                   | AZS PWSZ Wałbrzych              |
| 2018  | Górnik Łęczna                   | Czarni Sosnowiec                | Medyk Konin                     |
| 2019  | Górnik Łęczna                   | Medyk Konin                     | Czarni Sosnowiec                |
| 2020  | Górnik Łęczna                   | Medyk Konin                     | Czarni Sosnowiec                |
| 2021  | Czarni Sosnowiec                | UKS SMS Łódź                    | Górnik Łęczna                   |
| 2022  | UKS SMS Łódź                    | Górnik Łęczna                   | Czarni Sosnowiec                |
| 2023  | GKS Katowice                    | Górnik Łęczna                   | UKS SMS Łódź                    |
| 2024  | Pogoń Szczecin                  | GKS Katowice                    | Czarni Sosnowiec                |
| 2025  | GKS Katowice                    | Czarni Sosnowiec                | Pogoń Szczecin                  |

### Statystyka
Stan po sezonie 2024/2025
| Liczba tytułów | Nazwa Drużyny                       |
| -------------- | ----------------------------------- |
| 13             | Czarni Sosnowiec                    |
| 8              | Śląsk Wrocław (dawniej AZS Wrocław) |
| 5              | RTP Unia Racibórz                   |
| 4              | Medyk Konin                         |
| 3              | Górnik Łęczna                       |
| 3              | TKKF Stilon Gorzów Wielkopolski     |
| 2              | Piastunki Gliwice                   |
| 2              | Zagłębianka Dąbrowa Górnicza        |
| 2              | Pafawag Wrocław                     |
| 2              | GKS Katowice                        |
| 1              | UKS SMS Łódź                        |
| 1              | Pogoń Szczecin                      |